# Scaroidana xouthe
Scaroidana xouthe är en insektsart som beskrevs av Kramer 1963. Scaroidana xouthe ingår i släktet Scaroidana och familjen dvärgstritar. Inga underarter finns listade i Catalogue of Life.